# Dieter Steenhaut
Dieter Steenhaut (Gent, 5 december 1997) is een Belgisch stripauteur. Hij tekent samen met zijn collega's Philippe Delzenne en Gerd Van Loock de stripreeks Jommeke in het team van Studio Jef Nys, waar hij in 2020 aan de slag ging.

## Biografie
Dieter Steenhaut studeerde aan de Arteveldehogeschool in Gent en liep stage bij stripauteur Lectrr. In 2020 reageerde hij op een advertentie voor tekenaar van de stripserie Jommeke en na enkele selectierondes en gesprekken werd hij aangenomen door de Standaard Uitgeverij om bij Studio Jef Nys aan de slag te gaan. Na enkele jaren opleiding om de tekenstijl onder de knie te krijgen, kwam op 31 mei 2023 met Rare vogels het eerste Jommekesalbum van zijn hand uit.
Ander werk dat Steenhaut voor de Standaard Uitgeverij aflevert, is de kinderboekenserie Duupje, samen met auteur An Swartenbroekx.